# Tầm nhìn xa

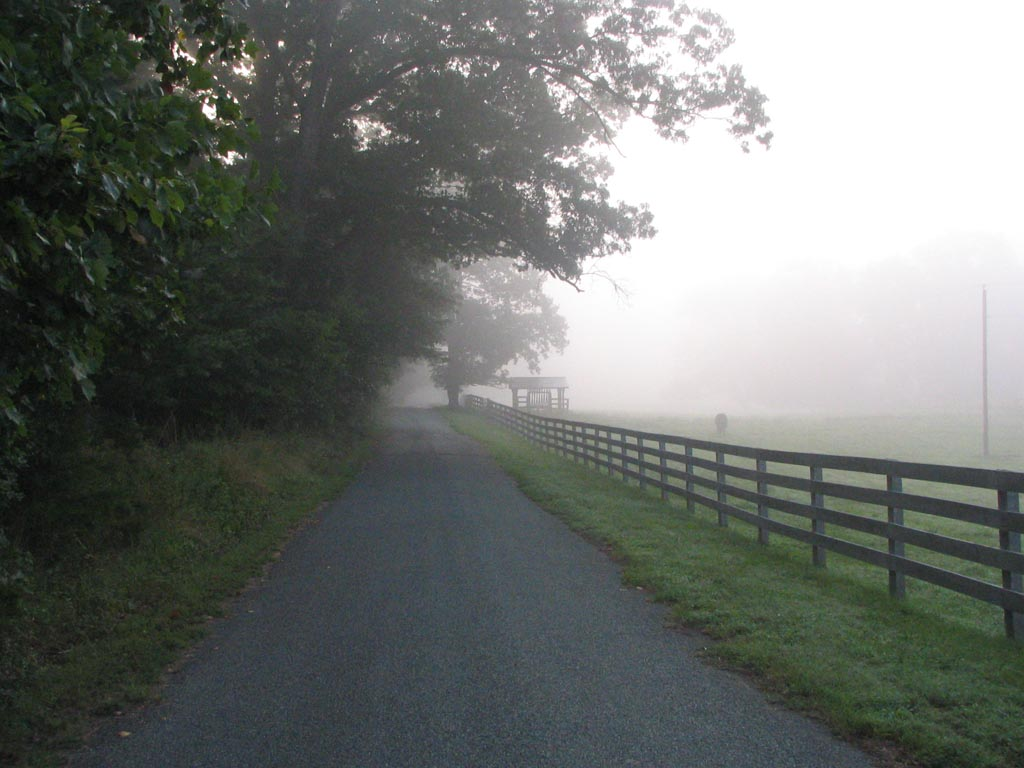
Sương mù trên đường vào buổi sáng, tầm nhìn xa tính được là khoảng 60 mét

Tầm nhìn xa là khoảng cách xa nhất mà con người có thể quan sát bằng mắt các vật thể (tiêu điểm) trên nền trời, tùy thuộc vào độ trong suốt của khí quyển do ảnh hưởng bởi nhiều yếu tố như lượng mây, mù, sương mù, mưa và các hiện tượng khí quyển khác. Tầm nhìn xa trên biển rất quan trọng đối với giao thông hàng hải. Ngoài ra tầm nhìn xa cũng có ý nghĩa trong giao thông đường bộ và hàng không. Đơn vị tính của tầm nhìn xa thường là mét, kilômét hay cấp, tùy theo quốc gia.
Tầm nhìn xa ban ngày được xác định là khoảng cách xa nhất mà tại đó người ta có thể nhìn và nhận biết bằng mắt thường một vật thể màu đen so với bầu trời tại đường chân trời...
Tầm nhìn vào ban đêm là khoảng cách xa nhất mà tại đó người ta có thể thấy một nguồn sáng có cường độ vừa phải được biết trước.

## Đo tầm nhìn xa trong ngành hàng không
Để cho phi công cất cánh trên đường băng vào ban đêm, tầm nhìn có thể được đo bằng một thiết bị giống như một máy truyền tín hiệu, một tia sáng nhỏ nhắm vào một tế bào quang điện ở cách xa 75 mét.
Kết quả đầu ra của tế bào quang điện phụ thuộc vào số lượng ánh sáng nó nhận được thông qua bầu khí quyển. Việc suy yếu, hoặc mỏng đi của tia sáng là số đo sự truyền ánh sáng của bầu khí quyển và có liên quan tới việc mắt người thường (tức mắt người phi công) có thể nhìn thấy gì.
Nếu tia sáng không bị các điều kiện khí quyển làm mờ đi, tầm nhìn sẽ là vô giới hạn. Nếu tia sáng bị mờ đi 100%, tầm nhìn ngắn hơn 75 mét, tức khoảng cách từ nguồn sáng tới máy đo.